# Józef Żmija
Józef Żmija (ur. 1932, zm. 8 maja 2022) – polski inżynier materiałoznawca i specjalista fizyki technicznej, profesor nauk technicznych, pułkownik.

## Życiorys
W 1956 r. ukończył studia w Wojskowej Akademii Technicznej im. Jarosława Dąbrowskiego. W 1975 r. uzyskał tytuł profesora nauk technicznych. Był profesorem w Instytucie Fizyki Technicznej na Wydziale Nowych Technologii i Chemii WAT.
Był członkiem prezydium Komitetu Krystalografii PAN.

## Wyróżnienia
W 1997 uzyskał tytuł doktora honoris causa Politechniki Łódzkiej